# Родопски клин
Родопският клин е вид родопска баница.

## Рецепта
Слагат се в тенджера водата, малко сол и малко масло. След като заври водата, се слага ориза. Като се свари, се изсипва в по-голям от тенджерата съд. След като изстине, се прибавят още от маслото (ако оризът изглежда сух), яйцата и сиренето. Всичко това се разбърква, най-добре с ръка. В тавичка, намазана с разтопено (по възможност домашно) краве масло, се полага предварително разточената на ръка тънка тестена кора, след което се изсипва цялата плънка – по-добре е да се слага с ръка, и отгоре се слага останалата втората разточена кора. Подвиват се краищата и най-отгоре се слагат парченца масло, след което се пече, но не във фурна, а на плочата на печка с дърва или на котлона на готварска печка печката – първо от едната страна, после се обръща от втората страна. Готовият клин се нарязва и се сервира.